# Gerocarne
Gerocarne ist eine italienische Gemeinde (comune) mit 1943 Einwohnern (Stand 31. Dezember 2023) in der Provinz Vibo Valentia in Kalabrien. Die Gemeinde liegt etwa 16 Kilometer südöstlich von Vibo Valentia und gehört zur Comunità Montana dell'Alto Mesima. Gerocarne ist Teil des Parco Naturale Regionale delle Serre.

## Verkehr
Die Gemeinde wird im Westen durch die Autostrada A2 von Salerno nach Reggio Calabria, im Süden durch die frühere Strada Statale 536 di Acquaro (heute eine Provinzstraße) und im Norden durch die Strada Statale 182 delle Serra Calabrese von Vibo Valentia nach Soverato.